# Аносов, Иосиф Исаевич
Иосиф Исаевич Аносов (24 мая (5 июня) 1880, с. Вязовка, Аткарский уезд — не ранее 1934) — юрист, профессор кафедры уголовного права и уголовного судопроизводства Томского университета.

## Биография
Иосиф Аносов родился 24 мая (5 июня) 1880 года в семье потомственных почетных граждан: его дед занимался солеварением, а брат — Сергей Исаевич (род. 1884) — окончил консерваторию. Иосиф получил высшее образование на юридическом факультете Императорского Московского университета, после чего он был оставлен при университете для подготовки к званию профессора. 30 апреля 1916 года он сдал магистерский экзамен и защитил диссертацию на степень магистра уголовного права, озаглавленную «Злоупотребление доверием». С 8 января 1914 года Аносов являлся приват-доцентом университета, а с 27 апреля следующего года — младшим ассистентом (по совместительству) кафедры уголовного права.
В октябре 1916 года Иосиф Аносов занял пост экстраординарного профессора кафедры уголовного права и уголовного судопроизводства Томского университета, а в августе 1917 — стал ординарным профессором; читал курсы уголовного права и гражданского процесса. Во время Гражданской войны он выступил в поддержку русской православной церкви, став членом «Дружины Святого креста»: подготовил устав организации (совместно с профессором римского права Борисом Ивановым). В сентябре-декабре следующего года он вошел в состав Высшего Сибирского суда, в 20 октября 1919 года получил пост декана юридического факультета. С 13 декабря он входил в состав государственного Земского собрания, призывал к консолидации всех слоев населения для борьбы с большевиками: после поражения белого движения в Сибири был вынужден перебраться в Ташкент, где стал работать профессором на социально-экономическом факультете Среднеазиатского государственного университета, а затем — на факультете местного народного хозяйства и права.

## Работы
В период Гражданской воины в Сибири, Иосиф Аносов опубликовал целый ряд публицистических статей «с правовым уклоном» в периодической печати Томска — главным образом, в газете «Сибирская жизнь»; в советское время сотрудничал с такими изданиями как «Юридический вестник», «Вестник юстиции Узбекистана» и «Научный работник», в которых освещал вопросы советского уголовного права и методики преподавания уголовно-правовых дисциплин:
- Злоупотребление доверием. М.: Товарищество скоропечатня А.А. Левенсон, 1915;
- Этика и уголовное право: вступительная лекция, прочитанная в Императорском Томском университете 11 октября 1916 г. // Юридический вестник. М., 1917. Кн. 17;
- К церковному собору // Сибирская жизнь. 1917. 22 августа;
- О свободе // Вестник Приуралья. 1919. 18, 21 мая.
- В помощь хозяйственнику, бухгалтеру и правовому работнику об арбитраже. Ташкент: Типолитография «Правда Востока», 1934.

## Семья
Иосиф Аносов был женат на дочери мещанина, домашней учительнице Елене Владимировне (в девичестве Мазуриной); в семье был сын Юрий (род. 1907).

## Архивные источники
- Государственный архив Томской области (ГАТО). Ф. 102. Оп. 9. Д. 22;
- ГАТО. Ф. Р-28. Оп. 1. Д. 13;